# Thilo Berndt

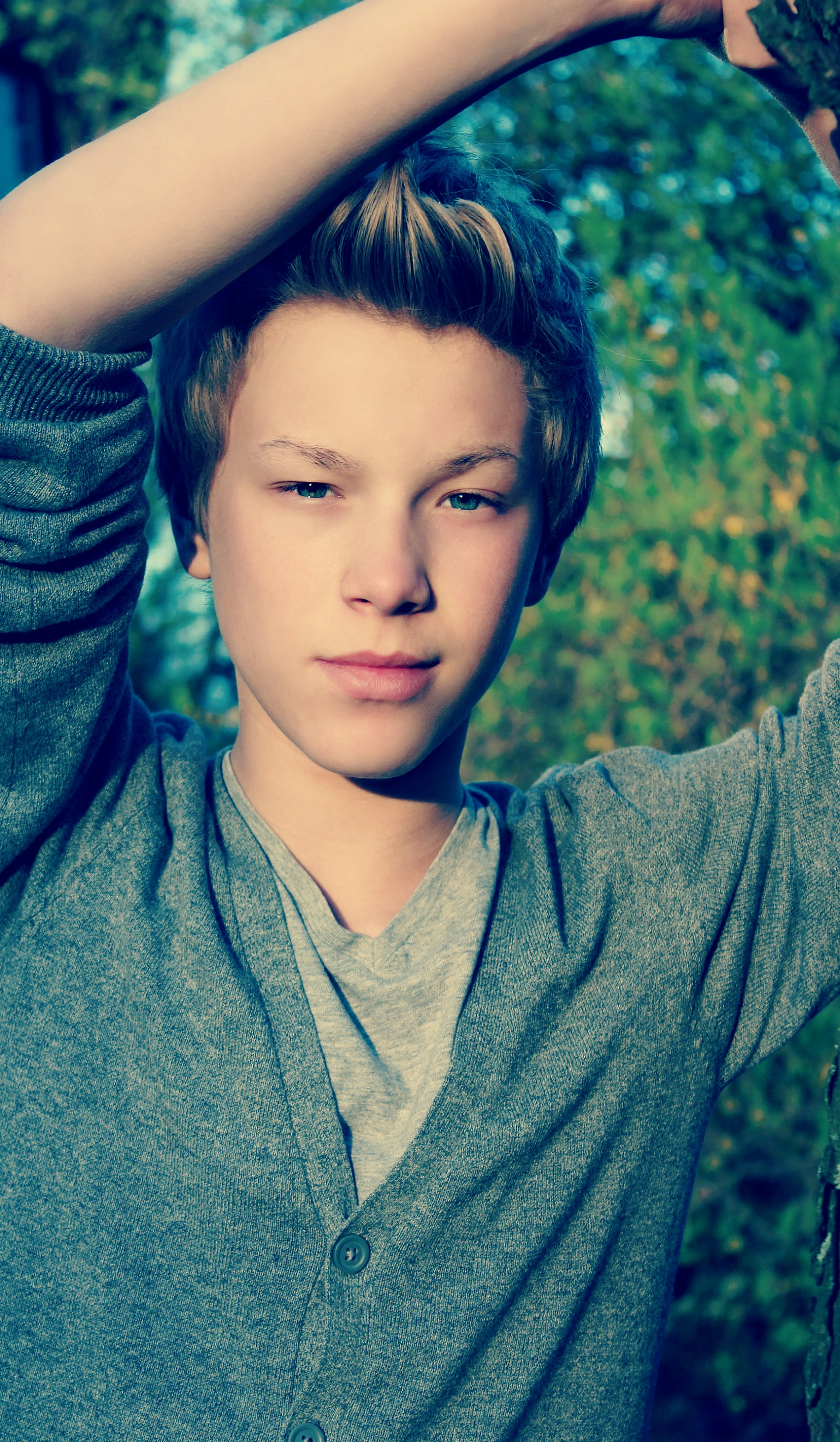
Thilo Berndt (2012)

Thilo Max Philipp Berndt (* 9. Oktober 1998) ist ein deutscher Sänger.

## Leben
Berndt sang seit 2005 im Gospelprojekt Ruhr unter der Leitung von Christa Merle. Von September 2007 bis Januar 2008 wirkte er im Disney Musical Die Schöne und das Biest in Oberhausen mit. Im Sommer 2008 spielte er im Kurzspielfilm Bienenstich ist aus unter der Regie von Sarah Winkenstette die Hauptrolle.
Im November 2008 erreichte er bei der Castingshow Kiddy Contest des Österreichischen Rundfunks mit dem Song Abgeblitzt den zweiten Platz.
Im Sommer 2009 qualifizierte sich Berndt in der Fernsehsendung Teenage Rockstar Summercamp für das Finale, 2010 gewann er diesen Bewerb zusammen mit der Österreicherin Louise Aumann. 2010 stand er außerdem für die Fernsehproduktionen Stadtgeflüster und Wohin der Weg mich führt (im November 2012 in der ARD ausgestrahlt) vor der Kamera. Ende des Jahres veröffentlichte er mit Louise Aumann die Weihnachtssingle On the Day before Christmas.
2012 wurde Berndt Sechster und zugleich bester Deutscher in seiner Altersklasse bei Global Rockstars, einem weltweiten Internetwettbewerb zum Thema Umweltschutz und Nachhaltigkeit. Danach landete er mit einem seiner Songs im Halbfinale des ISC Nashville, einem internationalen Wettbewerb für Songwriting.
Im Dezember 2014 erreichte er das Finale des englischen UK Songwriting Contests als einer von zehn Teens unter über tausend Bewerbern.
Im Herbst 2016 gewann er als nicht Muttersprachler die Kategorie Lyrics only beim UK Songwriter Contest.
Berndt lebt mit seinen Eltern und einer Schwester in Bochum.
Seit September 2017 studiert Thilo an der Popakademie in Mannheim den Bachelor-Studiengang Popmusikdesign mit dem Schwerpunkt Singer/Songwriter und lebt auch in Mannheim.
Im Oktober 2018 nahm er als einer von 20 Eingeladenen an einem Workshop des NDR für potenzielle Vertreter Deutschlands beim ESC 2019 teil.

## Diskografie
- 2008: Kiddy Contest Vol. 14 (Song: Abgeblitzt)
- 2009: Teenage Rockstar Vol. 1
- 2010: Teenage Rockstar – The Music (Album)
- 2010: Es ist noch nicht zu spät (mit der Band Blindflug)
- 2010: On the Day before Christmas
- 2015: Forever will (original)
- 2015: Better Side (original)
- 2015: Its worth it (original)
- 2016: Never know (original)
- 2019: Disconnected (original)